# XII Concurs de castells de Tarragona
El XIII Concurs de castells de Tarragona tingué lloc el 2 d'octubre del 1988 a la plaça de braus de Tarragona, actual Tarraco Arena Plaça. Fou el vint-i-sisè concurs de castells de la història i hi participaren 18 colles.

## Resultats

### Classificació
| Resultat              |
| --------------------- |
| Descarregat (D)       |
| Carregat (C)          |
| Intent (I)            |
| Intent desmuntat (ID) |

En el XII Concurs de castells de Tarragona hi van participar 18 colles.
Llegenda
a: amb agulla o pilar al mig
f: amb folre
ps: aixecat per sota
| Pos. | Colla                             | 1a ronda | 2a ronda  | 3a ronda | 4a ronda  | 5a ronda  | 6a ronda  | Punts |
| ---- | --------------------------------- | -------- | --------- | -------- | --------- | --------- | --------- | ----- |
| 1    | Colla Joves Xiquets de Valls      | 3de9f(c) | 2de8f     | 4de9f(c) | —         | —         | —         | 6.060 |
| 2    | Castellers de Vilafranca          | 3de9f(c) | 4de9f(id) | 4de9f(i) | 2de8f     | 4de8      | —         | 4.950 |
| 3    | Colla Vella dels Xiquets de Valls | 2de8f(c) | 3de9f(i)  | 3de9f(i) | 3de8      | 4de8      | —         | 3.715 |
| 4    | Xiquets de Tarragona              | 4de8     | 3de8(c)   | 3de7ps   | pde6 (i)  | —         | —         | 3.217 |
| 5    | Xicots de Vilafranca              | 5de7     | 2de7 (c)  | pde6(i)  | pde6(c)   | —         | —         | 2.955 |
| 6    | Colla Jove Xiquets de Tarragona   | 2de7     | 4de8(c)   | 3de8(i)  | 3de8(i)   | 3de7ps(i) | 3de7ps(c) | 2.870 |
| 7    | Xiquets de Reus                   | 2de7(c)  | 4de8(i)   | 4de8     | 3de8(i)   | 5de7      | —         | 2.830 |
| 8    | Castellers de Barcelona           | 5de7     | 2de7(i)   | 2de7(c)  | 3de7ps    | —         | —         | 2.635 |
| 9    | Castellers de Terrassa            | 3de7ps   | 2de7(c)   | 4de8(i)  | 4de7a     | —         | —         | 2.540 |
| 10   | Nens del Vendrell                 | 3de7     | 4de7      | 4de7a(c) | 2de7(c)   | —         | —         | 2.100 |
| 11   | Bordegassos de Vilanova           | 5de7     | 4de7a(i)  | 4de7     | 3de7      | —         | —         | 1.695 |
| 12   | Nois de la Torre                  | 3de7     | 4de7      | 2de6     | —         | —         | —         | 1.100 |
| 13   | Castellers d'Altafulla            | 3de7     | 4de7      | 2de6(c)  | pde5(c)   | —         | —         | 1.090 |
| 14   | Xiquets de la Vila d'Alcover      | 2de6     | 4de7(i)   | 4de7     | 3de7(c)   | —         | —         | 1.065 |
| 15   | Xicots de Valls                   | 2de6     | 5de6      | 3de7(c)  | pde5(c)   | —         | —         | 860   |
| 16   | Colla Jove de Vilanova            | 3de7(i)  | 3de7      | 2de6     | 4de6a (i) | 4de6a(c)  | pde5(i)   | 775   |
| 17   | Vailets de Gelida                 | 4de6a    | 3de7(c)   | 5de6     | —         | —         | —         | 745   |
| 18   | Castellers de Castelldefels       | 2de6     | 4de7(i)   | 4de7(i)  | 3de7(i)   | 3de6      | —         | 295   |

### Estadística
La següent taula mostra l'estadística dels castells que es van provar al concurs de castells. Apareixen ordenats, de major a menor puntuació, segons la taula de puntuacions del XII Concurs de castells de Tarragona.

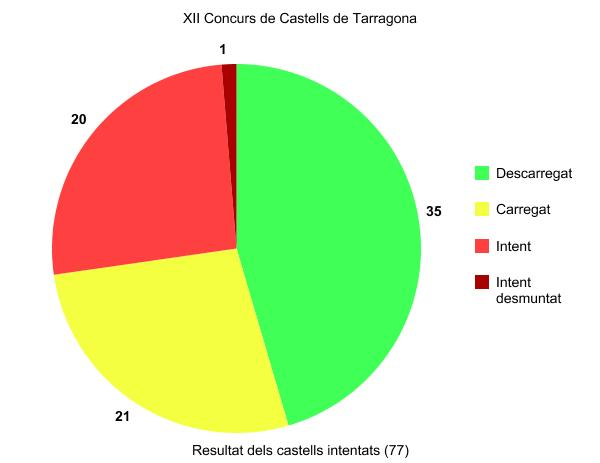
Gràfica del resultat dels castells intentats al XII Concurs de castells de Tarragona

| Núm.        | Castell                 | Descarregat | Carregat | Intent | Intent desmuntat | Total |
| ----------- | ----------------------- | ----------- | -------- | ------ | ---------------- | ----- |
| 1           | 3 de 9 amb folre        |             | 2        | 2      | –                | 4     |
| 2           | 4 de 9 amb folre        | –           | 1        | 1      | 1                | 3     |
| 3           | 2 de 8 amb folre        | 2           | 1        | –      | –                | 3     |
| 5           | 3 de 8                  | 1           | 1        | 3      | –                | 5     |
| 6           | pilar de 6              | –           | 1        | 2      | –                | 3     |
| 7           | 4 de 8                  | 4           | 1        | 2      | –                | 7     |
| 8           | 2 de 7                  | 1           | 5        | 1      | –                | 7     |
| 9           | 3 de 7 aixecat per sota | 3           | 1        | 1      | –                | 5     |
| 10          | 5 de 7                  | 4           | –        | –      | –                | 4     |
| 11          | 4 de 7 amb l'agulla     | 1           | 1        | 1      | –                | 3     |
| 112         | 3 de 7                  | 5           | 3        | 2      | –                | 10    |
| 13          | 4 de 7                  | 5           | –        | 3      | –                | 8     |
| 14          | pilar de 5              | –           | 2        | 1      | –                | 3     |
| 15          | 2 de 6                  | 5           | 1        | –      | –                | 6     |
| 16          | 5 de 6                  | 2           | –        | –      | –                | 2     |
| 17          | 4 de 6 amb l'agulla     | 1           | 1        | 1      | –                | 3     |
| 18          | 3 de 6                  | 1           | –        | –      | –                | 1     |
| Total       | Total                   | 35          | 21       | 20     | 1                | 77    |
| Percentatge | Percentatge             | 45,4%       | 27,3%    | 26,0%  | 1,3%             | 100%  |